# Kostel Nanebevzetí Panny Marie (Puklice)
Kostel Nanebevzetí Panny Marie se nachází v centru obce Puklice. Kostel je filiálním kostelem římskokatolické farnosti Luka nad Jihlavou. Jde o bývalou sýpku velkostatku, která byla ve čtyřicátých letech 20. století přestavěna na katolický kostel. Kostel je obdélníkového půdorysu se sakristií na boční straně a s věží na čelní straně. Věž je v posledním patře zúžena, v tomto patře jsou umístěny věžní hodiny, věž je pak zastřešena stanovou střechou s makovicí.

## Historie
Kostel byl postaven mezi lety 1946 a 1948, kdy bylo rozhodnuto o tom, že bude postaven kostel na místě někdejší sýpky velkostatku, ta byla přestavěna na kostel. Od roku 1942 v obci existovala Kostelní jednota, zasazující se o stavbu kostela, teprve po rozparcelování velkostatku nicméně získala vhodné prostory. Kostel byl vysvěcen 15. srpna 1948. Zasvěcení kostela bylo přeneseno z kaple, existující od dávných dob v prvním poschodí zámku, zrušené roku 1893. V roce 2012 pak byl kostel ohrožen, stejně jako mnoho budov a pozemků v obci, tím, že pozemky pod kostelem a další budovy mohly být vráceny dřívějšímu občanovi z Puklic, který byl v druhé světové válce zavražděn.